# Sammy Baloji
Sammy Baloji (* 29. Dezember 1978 in Lubumbashi,  Provinz Katanga) ist ein kongolesischer Fotograf und Videokünstler.

## Leben und Werk

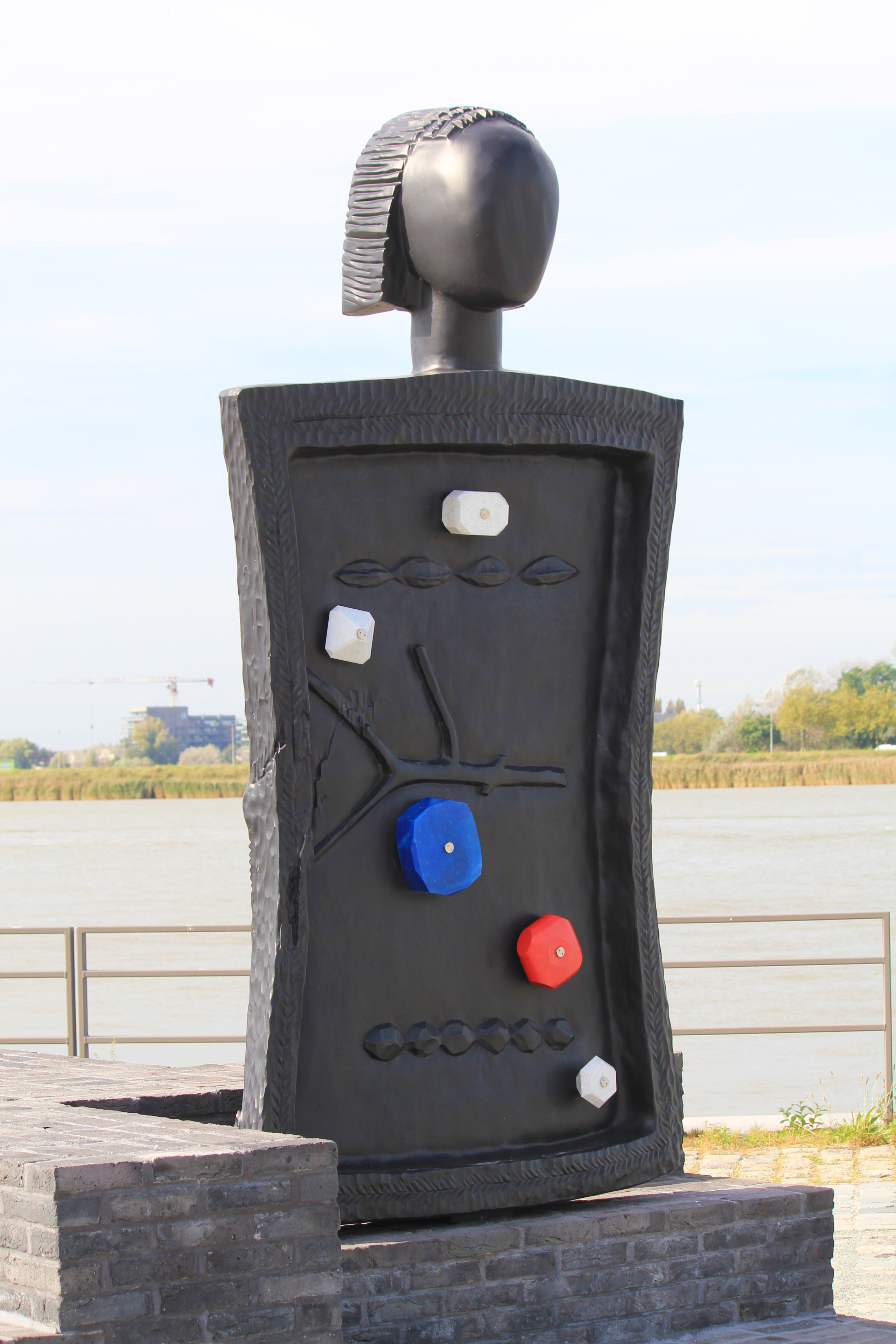
The Long Hand (2022)

Sammy Baloji studierte Humanwissenschaft an der Universität Lubumbashi und Fotografie und Video an der École supérieure des arts décoratifs de Strasbourg.
Ethnographie, Architektur und Urbanistik sind ständig wiederkehrende Themen in seiner Kunst. Met Mémoire (2006) ist eine Fotoserie über die Kupferminen von Katanga und En Mémoire ist ein experimenteller Film, den Baloji 2006 in Zusammenarbeit mit Faustin Linyekula realisierte.
2017 war Sammy Baloji Teilnehmer der documenta 14.
Seinen Essayfilm The Tree of Authenticity legte er 2025 vor. Die Premiere fand beim International Film Festival Rotterdam statt.

## Auszeichnungen (Auswahl)
- 2009: Prinz-Claus-Preis
- 2012: Spiegelprijs[6]